# Кукшум
Кукшу́м (чув. Кӑкшӑм) — река в России, протекает в Чувашии, левый приток реки Цивиль.

## Гидрография
Исток берёт из пруда, расположенного на территории Чебоксарского филиала Главного ботанического сада РАН, устье расположено в 1,5 км к северо-востоку от деревни Алатырькасы, на 14 км Цивиля. Длина реки 35,6 км. Площадь бассейна 163,5 км². Коэффициент густоты речной сети составляет 0,51 км/км². Река протекает в основном с запада на восток. Русло реки извилистое, вблизи устья шириной 10 м. Глубина 0,5—1,0 м, скорость течения 0,2 м/с.
Протекает по восточной части Чебоксар, рядом с населёнными пунктами Пихтулино, Янашкасы, Типсирма, Чемурша, Аркасы, Юраково, Липово, Толиково, Алымкасы, с юга огибает Новочебоксарск и впадает в Большой Цивиль.

## Притоки
6 притоков: Малая Кувшинка (основной), Шалмас.

## Название
1. У К. В. Элле есть легенда о детях Камая, родоначальника с. Хомбусь-Батырево, где говорится, что у Камая было четверо сыновей: Хома, Киремет, Паттӑр, Кукшум (Кӑкшӑм). Есть вероятность того, что эта река получила название по имени чуваша-язычника.
2. От чув. кӑкшим/кӑкшӑм «кувшин» (Ашмарин, VII, 109, 169).— Географические названия Чувашской Республики.

## Данные водного реестра
По данным государственного водного реестра России относится к Верхневолжскому бассейновому округу, водохозяйственный участок реки — Цивиль от истока и до устья, речной подбассейн реки — Волга от впадения Оки до Куйбышевского водохранилища (без бассейна Суры). Речной бассейн реки — (Верхняя) Волга до Куйбышевского водохранилища (без бассейна Оки). Код водного объекта в государственном водном реестре — 08010400412112100000476.